# Fleischbank

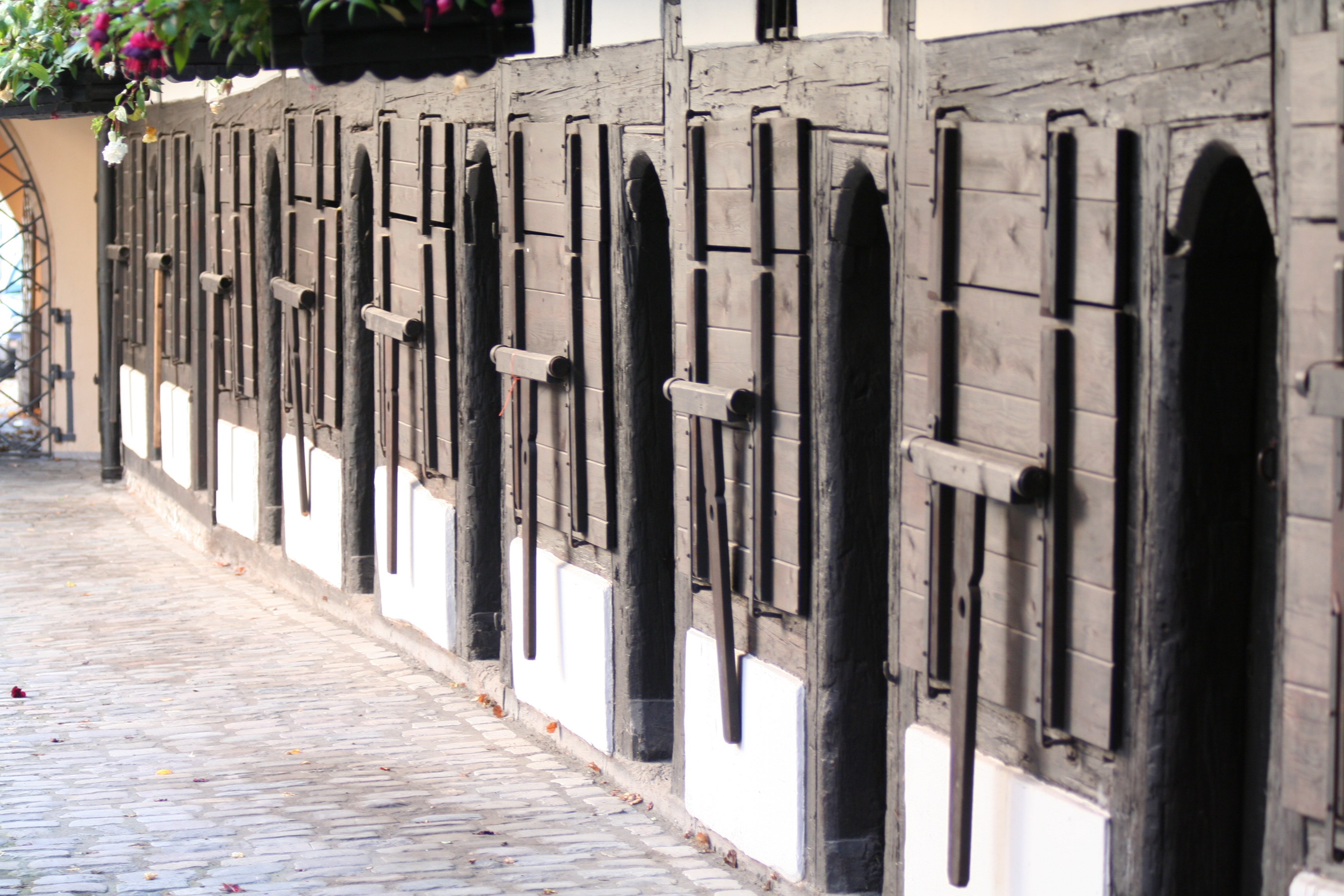
Spätmittelalterliche Fleischbänke von 1475 in Neustadt an der Orla

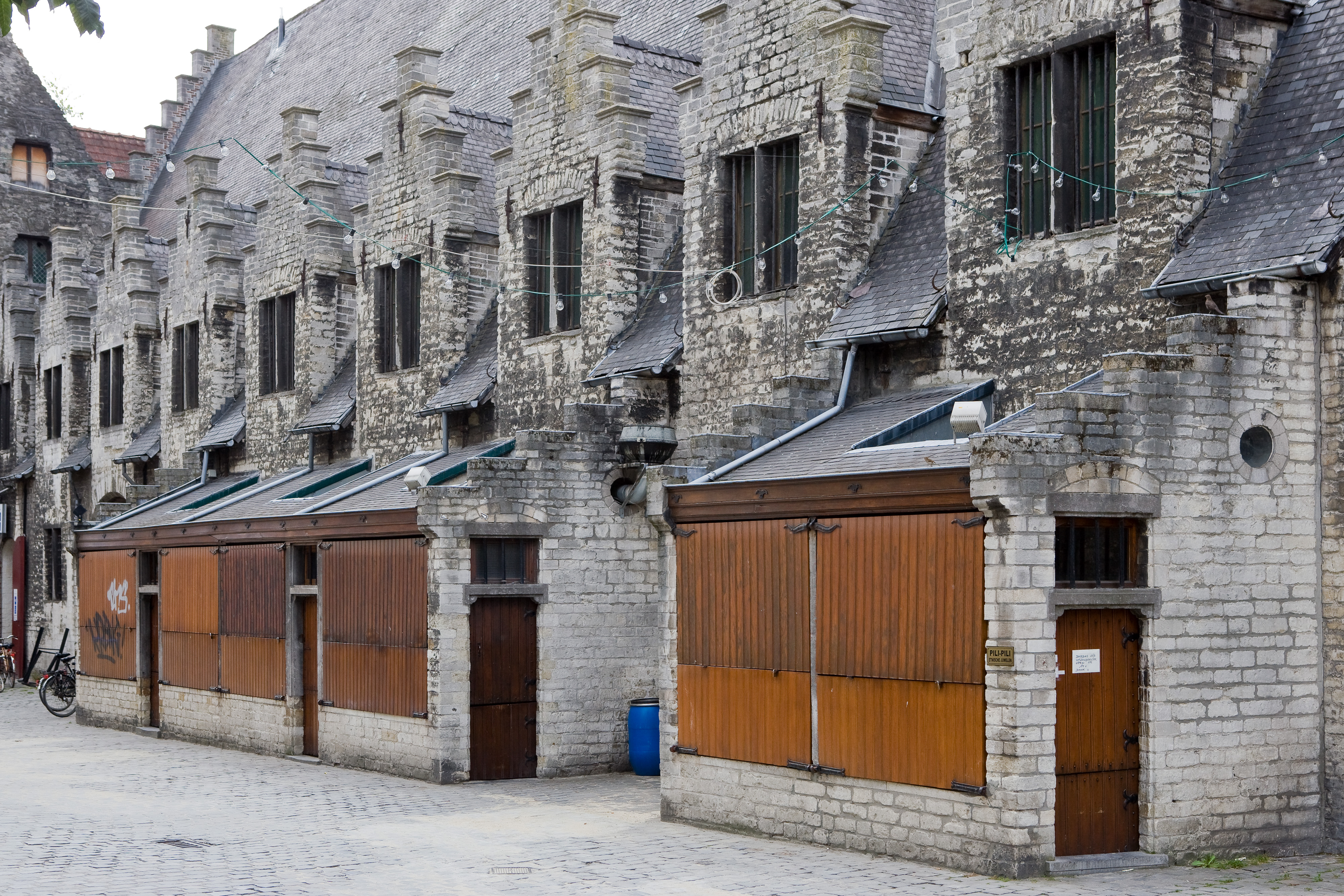
Sogenannte Kuttelnhäuschen von 1542 an der Rückseite des mittelalterlichen Fleischhauses in Gent (Belgien)

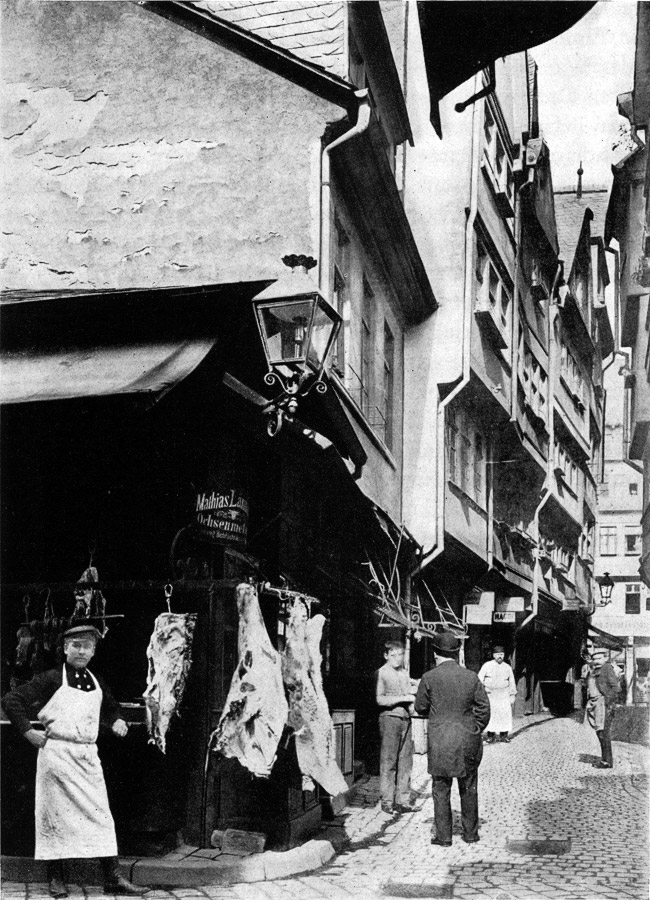
Lange Schirn in der Frankfurter Altstadt, 1911
(Fotografie von Carl Abt)

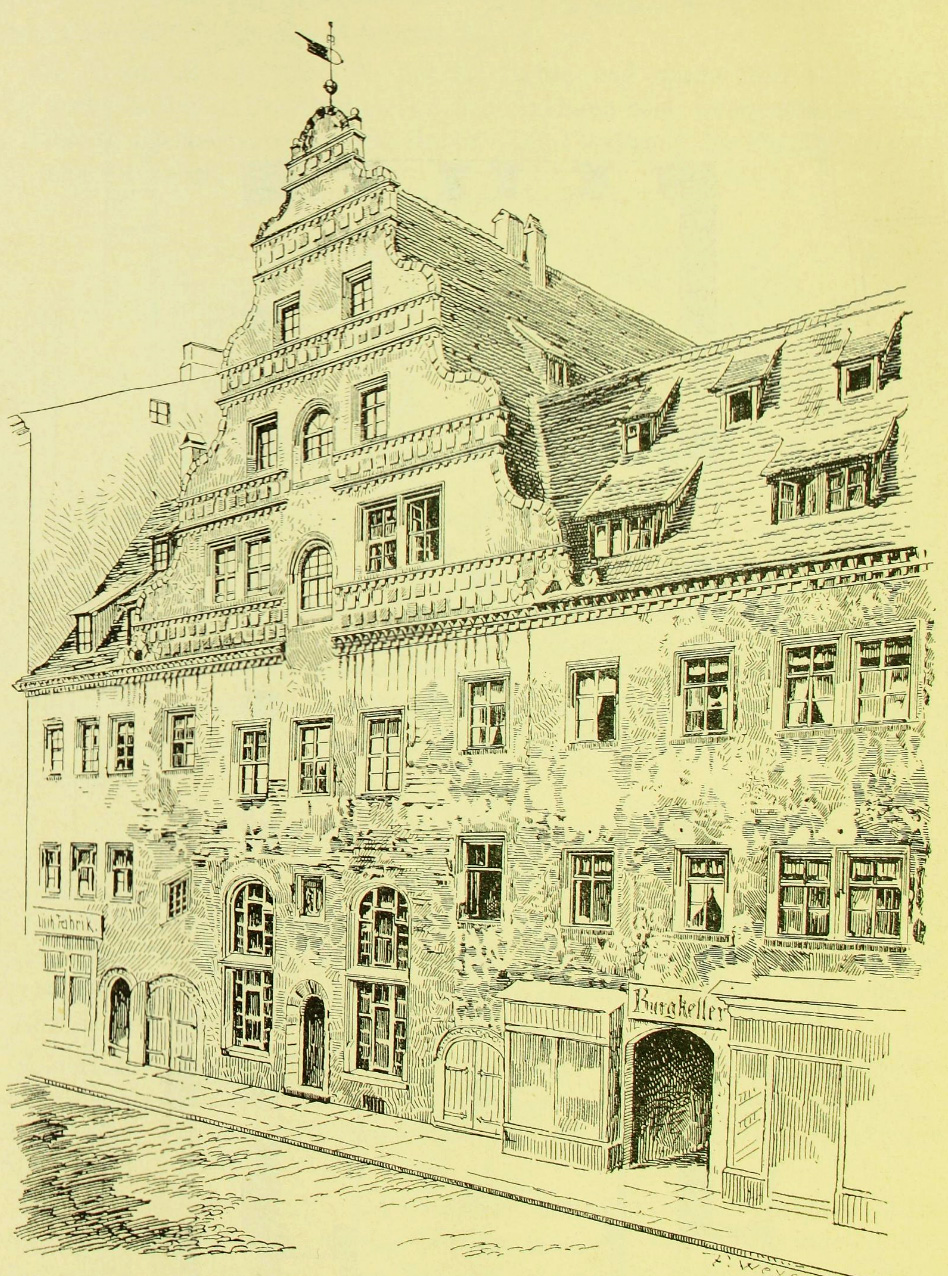
Gebäude der ehemaligen Leipziger Fleischbänke in der Reichsstraße um 1895

Als Fleischbänke (Scharn, Schirn) oder Metzgerbänke wurden ab dem Hochmittelalter die zentral, meist am Marktplatz einer Stadt zusammengefassten Metzger- und Fleischhauerstände bezeichnet. Die Bankform ihrer Verkaufstische gab ihnen den Namen.

## Geschichte
Waren die Fleischbänke zu Beginn ihres Aufkommens, also etwa um 1342 in Ingolstadt, noch als offene Verkaufstische im Freien angelegt, so wurden sie schon bald in Gewölben, meist in den Erdgeschossen der um den Markt stehenden Häuser zusammengefasst. Die Bedeutung dieser wichtigen wirtschaftlichen Einrichtungen im mittelalterlichen Stadtgefüge bemisst sich daran, dass derartige Einrichtungen auch durch kaiserliches Dekret zu Lehen verliehen wurden, im Beispiel Ingolstadts durch Kaiser Ludwig den Baiern.
In den aufstrebenden Städten des Hochmittelalters bildete sich ein stark reglementiertes Zunftwesen aus. Die Zünfte der Fleischhauer und Metzger waren, wie alle Zünfte, in bestimmten Stadtvierteln konzentriert. Sie hatten, zur besseren Kontrolle der vom jeweiligen Magistrat vorgeschriebenen Hygiene- und Qualitätsvorschriften, direkt nebeneinanderliegende Verkaufsstätten. In diesen wurden die frisch geschlachteten Tiere zerlegt und verkauft. Die Schlachthöfe lagen meist außerhalb der Stadtmauer, da die mit der Entsorgung der Schlachtabfälle verbundenen Gewerbe oft zu den unehrlichen Handwerken gehörten und deshalb nicht in der Stadt selbst ansässig sein durften.
Die Einhaltung der Vorschriften wurde meist von einem vom Magistrat eingesetzten Fleischaufseher überwacht, die jeweilige Zunftordnung regelte die Preise und führte eine Angebotssteuerung durch.
Mit der Aufhebung der Zunftordnungen und Einführung der Gewerbefreiheit in der zweiten Hälfte des 18. Jahrhunderts wurden die zentralen Fleischbänke in den größer werdenden Städten durch individuelle Metzgereien hauptsächlich in den Wohnvierteln auch abseits der zentralen Marktplätze ersetzt und verdrängt.
Fleischbänke sind teilweise noch bis in die Mitte des 20. Jahrhunderts in Betrieb gewesen, die einzige noch vollständig original erhaltene Anlage dieser Art in Europa befindet sich in Neustadt (Orla) und wurde noch bis 1948 als Freibank genutzt.

## Beispiele
Die Fleischbänke in Budweis wurden 1336 im Zuge einer Überflutung der Stadt erstmals schriftlich erwähnt. Kaiser Karl IV. verfügte 1364 den Abriss der Holzbauten am Stadtplatz von Budweis und die Errichtung eines Neubaus in der nahen Krajinská-Straße, wo die Fleischbänke bis zum Neubau eines großen Schlachthofes im Jahr 1899 in Betrieb waren. Der Renaissance-Neubau aus dem Jahr 1554 steht unter Denkmalschutz und beherbergt das Restaurant „Masné krámy“ („Fleischbänke“).
In Frankfurt am Main befanden sich die Fleischbänke entlang der im Altstadtkern gelegenen Gasse Lange Schirn, die unter anderem Johann Wolfgang Goethe und Victor Hugo beschrieben. Hier hatten sich noch im 20. Jahrhundert praktisch geschlossen mittelalterliche, teils aus dem 15. Jahrhundert stammende Bauten erhalten. In einem Hinterhof befand sich das sogenannte Metzgerhöfchen, das sogar schon 1280 erstmals urkundlich erwähnt wurde und die frühe Zugehörigkeit dieses Gebiets zum Metzgerviertel bezeugte. Am nördlichen Ende, wo die Lange Schirn auf den Alten Markt stieß, stand das Rote Haus, im Volksmund schlicht die Schirn, an der noch bis zur vollständigen Zerstörung der Altstadt 1944 die Frankfurter Fleischwurst verkauft wurde. Nach dem Krieg wurde die Fläche abgeräumt und der Straßenname aufgehoben, nur die in der Nähe befindliche Kunsthalle Schirn erinnert heute noch an die historischen Wurzeln dieses Gebietes.
Die sogenannte Abteilung VII, oder auch Petersbergl genannte und noch heute betriebene Metzgerzeile auf dem Münchner Viktualienmarkt ist ein Neubau von 1880 und daher keine originale Fleischbank des Mittelalters, auch wenn ihr Verwendungszweck zur Bauzeit ähnlich war und dies auch noch heute ist.